# Ernst Wetter
Ernst Wetter (Winterthur, 27 de agosto de 1877 – Zúrich, 10 de agosto de 1963) fue un político suizo, miembro del Partido Radical Democrático (PRD).
Fue elegido Consejero Federal el 15 de diciembre de 1938 y terminó su mandato el 31 de diciembre de 1943.
Durante su mandato asumió la jefatura del Departamento de Finanzas y Aduanas. Fue Presidente de la Confederación Suiza en 1941.

## Biografía

Ernst Wetter (c. 1920)

### Familia, estudios y carrera
Ernst Wetter nació el 27 de agosto de 1877 en Töss, que en la actualidad es un distrito de la ciudad de Winterthur. Era hijo de Johann Ludwig Wetter, maestro tornero en la fábrica de maquinaria Rieter, y de Susanna Manz. Asistió a la escuela normal de Küsnacht y más tarde obtuvo el título de profesor de enseñanza secundaria en la Universidad de Zúrich. En 1906 se casó con Rosa Wiesmann, con la que tuvo tres hijos.
Ejerció como profesor de secundaria en Uster (1900-1903) y, posteriormente, en Winterthur. Al mismo tiempo cursó estudios de economía en la Universidad de Zúrich (1911-1914) y, tras doctorarse, fue profesor en la escuela cantonal de comercio. En 1917 defendió su tesis de habilitación en la Universidad de Zúrich.
En 1920 fue nombrado secretario general del Departamento de Economía Pública y en 1922 pasó a dirigir la División de Comercio. En 1924 se incorporó a la Unión Suiza de Comercio e Industria, de la que fue vicepresidente en 1926. Ejerció cierta influencia en la política económica y financiera suiza del período de entreguerras y participó en negociaciones a nivel internacional. En 1927 asumió la presidencia de la Oficina Suiza de Expansión Comercial, donde promovió la economía exportadora.

### Política cantonal y federal
Afiliado al Partido Radical Democrático, entre 1926 y 1934 fue diputado del Consejo Cantonal de Zúrich, y entre 1929 y 1938 diputado del Consejo Nacional.
Fue elegido Consejero Federal el 15 de diciembre de 1938 en la primera vuelta frente al alcalde de Zúrich, el socialista Emil Klöti, y el 1 de enero de 1939 sucedió a Albert Meyer en la dirección del Departamento de Finanzas y Aduanas. Fue uno de los pocos altos funcionarios de la administración federal en acceder al Consejo Federal.
Uno de sus principales objetivos al frente del departamento era dotar a las finanzas federales de una base constitucional, pero estos planes se vieron frustrados por el estallido de la Segunda Guerra Mundial y su mandato se centró en hacer frente a las dificultades que planteaban los costes de la defensa nacional. Implementó, gracias a los plenos poderes concedidos al Consejo Federal, una serie de impuestos socialmente equitativos destinados a cubrir de forma gradual parte de los gastos de guerra y a frenar la inflación, entre los que se cuentan el impuesto sobre los beneficios de guerra (decidido en 1940), el llamado sacrificio de defensa nacional (impuesto sobre el patrimonio recaudado en 1940, con amnistía, y en 1942), el impuesto de defensa nacional (impuesto federal directo), el impuesto sobre el volumen de negocios (1940, aumentado en 1942) y la retención en origen (1943). Estas tres últimas medidas fiscales contribuyeron a sentar las bases del Estado del bienestar.
Los programas de financiación implementados por Wetter permitieron a la Confederación recaudar cerca de 3.000 millones de francos durante la guerra. No obstante, al término de la misma, la deuda pública pasó de 1.500 millones de francos a 8.500 millones. Fue un político pragmático que mantuvo una actitud reticente ante las frecuentes peticiones de crédito por parte de la cúpula del ejército y ante la compensación de créditos a favor de Alemania. El Consejo Federal también aprobó por unanimidad la compra de oro (saqueado) del Reichsbank alemán por parte del Banco Nacional Suizo. Ernst Wetter fue uno de los políticos que participaron en la llamada «recepción de los frentistas» el 10 de septiembre de 1940, que provocó encendidas críticas entre la opinión pública y que desacreditó particularmente al entonces Presidente de la Confederación, Marcel Pilet-Golaz.
Wetter ostentó la Presidencia de la Confederación en el año 1941. En un discurso pronunciado en Rütli con motivo de las celebraciones del 650 aniversario de la Confederación Suiza, hizo un llamamiento a los distintos partidos para que trabajaran juntos y apeló a la determinación y la disciplina del pueblo.
En 1943 anunció que dimitiría del Consejo Federal por motivos de edad, y le sucedió el socialista Ernst Nobs.

### Otras actividades y muerte
Tras su retiro, fue presidente de la Donación Suiza para los Damnificados de Guerra y de la Comisión Federal de Banca. Formó parte de varios consejos de administración.
Murió el 10 de agosto de 1963 a la edad de 86 años. Está enterrado en el cementerio de Enzenbühl de Zúrich.

## Resultados electorales en la Asamblea Federal
- 1938: Elegido Consejero Federal con 117 votos (mayoría absoluta: 108 votos)
- 1939: Reelegido Consejero Federal con 152 votos (mayoría absoluta: 102 votos)
- 1940: Elegido Presidente de la Confederación con 176 votos (mayoría absoluta: 89 votos)